# Močilnik (priimek)
Močilnik je priimek več znanih Slovencev:
- Anton Močilnik (1927–2012), politični delavec, gospodarstvenik
- Kristijan Močilnik (* 1960), prevajalec
- Marija Močilnik, knjižničarka
- Matej Močilnik (1897–1981), duhobnik, dekan
- Štefan Močilnik (1928–1996), matematik